# Patinação artística no Festival Olímpico Europeu da Juventude de Inverno de 1993
As competições de patinação artística no Festival Olímpico Europeu da Juventude de Inverno de 1993 foram disputadas em Aosta, Itália, entre 7 de fevereiro e 10 de fevereiro de 1993.

## Medalhistas
| Evento               | Ouro                                          | Prata                                          | Bronze                                   | Ref.  |
| -------------------- | --------------------------------------------- | ---------------------------------------------- | ---------------------------------------- | ----- |
| Individual masculino | Markus Leminen · Finlândia                    | Thierry Cerez · França                         | Yevgeny Martynov · Ucrânia               | [ 1 ] |
| Individual feminino  | Irina Slutskaya · Rússia                      | Elena Liashenko · Ucrânia                      | Vanessa Gusmeroli · França               | [ 1 ] |
| Dança no gelo        | Sylwia Nowak · Sebastian Kolasiński · Polônia | Ekaterina Svirina · Sergei Sakhnovski · Rússia | Agnes Jacquemard · Alexis Gayet · França | [ 1 ] |

## Quadro de medalhas
| Ordem | País      | Medalha de ouro | Medalha de prata | Medalha de bronze |   | Ordem por total |
| ----- | --------- | --------------- | ---------------- | ----------------- | - | --------------- |
| 1     | Rússia    | 1               | 1                |                   | 2 | 2               |
| 2     | Finlândia | 1               |                  |                   | 1 | 4               |
| 2     | Polônia   | 1               |                  |                   | 1 | 4               |
| 4     | França    |                 | 1                | 2                 | 3 | 1               |
| 5     | Ucrânia   |                 | 1                | 1                 | 2 | 2               |
| TOTAL | TOTAL     | 3               | 3                | 3                 | 9 | —               |